# Friedrich Rennhofer
Friedrich Rennhofer (* 2. Mai 1916 in Wien; † 12. September 1987 ebenda) war ein österreichischer Theologe, Historiker und Bibliothekar. Er leitete von 1969 bis 1980 die Universitätsbibliothek der Universität Wien.

## Leben
Nach Absolvierung der Matura 1935 studierte er an der Universität Wien katholische Theologie und Geschichte. Seine Studien wurden durch den Wehrdienst im Zweiten Weltkrieg unterbrochen. Sein Theologiestudium konnte er während eines Prüfungsurlaubs 1940 abschließen, das Studium der Geschichtswissenschaft vollendete er mit der Promotion zum Doktor der Philosophie 1948. Er schrieb seine Dissertation zum Thema Das Kloster der Augustiner-Eremiten auf der Landstraße.
Seit 1946 arbeitete er für das damalige Bundesministerium für Vermögenssicherung und Wirtschaftsplanung. Ab 1948 wurde er vom Ministerium mit dem Aufbau und der Leitung einer Amtsbibliothek betraut. 1951 wechselte er in den höheren Bibliotheksdienst zunächst an die Universitätsbibliothek Wien und dann an die Österreichische Nationalbibliothek, wo er die Katalogisierung leitete. 1969 wurde er zum Direktor der Universitätsbibliothek Wien bestellt.
Als Leiter der größten Universitätsbibliothek Österreichs war er in diversen Gremien des österreichischen Bibliothekswesens vertreten. Unter anderem war er von 1972 bis 1976 der Präsident der Vereinigung Österreichischer Bibliothekare.

## Schriften
- Ignaz Seipel: Mensch und Staatsmann. Eine biographische Dokumentation. Böhlau, Wien (u. a.) 1979,  ISBN 978-3-205-08810-3.
- Studie über Zustand, Probleme und zukünftige Entwicklung der wissenschaftlichen Bibliotheken Österreichs: Forschungsauftrag. mit Josef Mayerhöfer. Österr. Inst. f. Bibliotheksforschung, Dokumentations- u. Informationswesen, Wien 1974.
- Bücherkunde des katholischen Lebens: bibliographisches Lexikon der religiösen Literatur der Gegenwart. Hollinek, Wien
  - Hauptband 1961.
  - Nachtrag 1967.
- Die Augustiner-Eremiten in Wien: ein Beitrag zur Kulturgeschichte Wiens. Augustinus-Verlag: Würzburg 1956.
- Das Kloster der Augustiner-Eremiten auf der Landstraße. Universität Wien Dissertation, Wien 1948.

## Auszeichnungen und Ehrungen
- 1978: Goldenes Ehrenzeichen für Verdienste um das Land Wien
- 1979: Ehrenkreuz für Wissenschaft und Kunst Erster Klasse
- 1981: Silbernes Ehrenzeichen der Universität Wien